# So Gone
So Gone är en R&B-låt framförd av den amerikanska sångerska Monica, komponerad av Missy Elliott, Kenneth Cunningham och Jamahl Rye för hennes fjärde studioalbum After the Storm. Låten samplar "You Are Number One" producerad av Zyah Ahmonuel och framförd av The Whispers.
Efter de kommersiellt underpresterande singlarna "All Eyez on Me" och "Too Hood" från Monicas outgivna tredje studioalbum, släpptes "So Gone" som den ledande singeln från sångerskans fjärde studioalbum den 8 april 2003 i USA. Singeln blev sångerskans bäst-listpresterande musiksingel på flera år som klättrade till en 10:e plats på USA:s Billboard Hot 100 och till en första plats på R&B-listan. "So Gone" blev följaktligen Monicas första listetta sedan 1998:s "Angel of Mine"

## Format och innehållsförteckningar
| 1. "So Gone" (radio edit) 2. "So Gone" (album version) 3. "So Gone" (remix; featuring Busta Rhymes) 4. "So Gone" (Part II) 5. "U Should've Known Better" 1. "So Gone" (album version) 2. "All Eyez on Me" (urban radio edit) | 1. "So Gone" (remix; featuring Busta Rhymes & Tweet) 2. "So Gone" (Remix; featuring Missy Elliott) 3. "So Gone" (Smach Your Dub mix) 4. "So Gone" (full vocal edit mix) 5. "So Gone" (Scum frog club mix) |

## Listor
| Lista (2003)                                               | Topp position |
| ---------------------------------------------------------- | ------------- |
| Kanadas singellista                                        | 17            |
| Storbritanniens UK Singles Chart                           | 82            |
| Amerikanska Billboard Hot 100                              | 10            |
| Amerikanska Billboard Hot R&B/Hip-Hop Songs                | 1             |
| Amerikanska Billboard Hot Dance Club Play - Scumfrog Remix | 1             |
| Amerikanska Billboard Top 40 Mainstream                    | 19            |